# Nemeris sternitzkyi
Nemeris sternitzkyi är en fjärilsart som beskrevs av Frederick H. Rindge 1981. Nemeris sternitzkyi ingår i släktet Nemeris och familjen mätare. Inga underarter finns listade i Catalogue of Life.